# Diplotaxis viminea
Diplotaxis viminea är en korsblommig växtart som först beskrevs av Carl von Linné, och fick sitt nu gällande namn av Dc. Diplotaxis viminea ingår i släktet mursenaper, och familjen korsblommiga växter.

## Underarter
Arten delas in i följande underarter:
- D. v. integrifolia
- D. v. viminea

## Bildgalleri

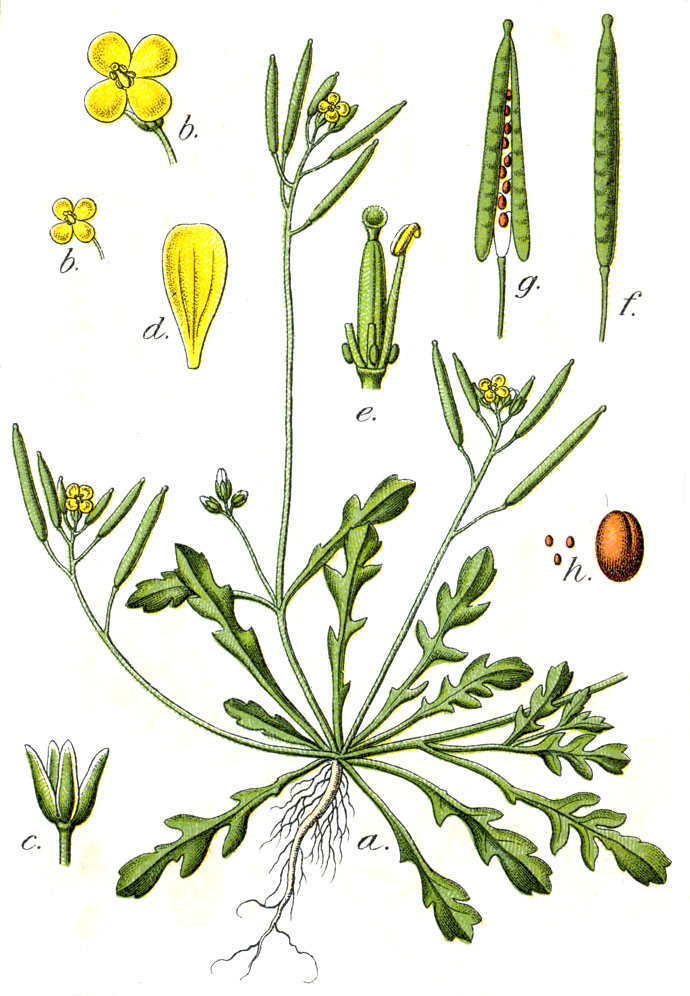